# Quo vadis? (film 1924)
Quo vadis? è un film muto del 1924 diretto da Gabriellino D'Annunzio e Georg Jacoby.
Tratto dall'omonimo romanzo, è una delle numerose versione cinematografiche dell'opera di Henryk Sienkiewicz. La storia era già stata portata sullo schermo nel 1913 con il Quo vadis? di Enrico Guazzoni, considerato dai critici come il primo kolossal delle storia del cinema.

## Trama
Nerone è diventato imperatore, ma il suo animo è crudele e assetato di potere. Infatti ripudia sua moglie e sposa Poppea Sabina, ma poco tempo dopo uccide anche lei. Inoltre l'imperatore è continuo contrasto con i cristiani, il nuovo rivoluzionario movimento religioso. Intanto un suo soldato Marco Vinicio si innamora di una giovane ragazza di nome Licia, ma di religione cristiana. Ma il loro amore appunto è contrastato da Nerone a causa della religione di lei e così l'uomo li fa catturare e brucia Roma per poi dare la colpa ai nuovi ospiti di religione cristiana.

## Produzione
Il film fu prodotto da Arturo Ambrosio e realizzato dalla Cines per conto dell'Unione Cinematografica Italiana. Esso costò circa un milione di lire, una cifra consistente per quei tempi, e costituì un clamoroso insuccesso commerciale che finì per dare il "colpo di grazia" alle già traballanti sorti dell'UCI, che infatti poco dopo fu avviata al fallimento, che terminò nel 1927.
Alcune fonti riportano l'uccisione di un'anziana comparsa, tale Augusto Palombi, ad opera di una leonessa.

## Distribuzione
Distribuito dalla First National Pictures, il film venne presentato in prima a New York il 15 febbraio 1925. Alla prima furono eseguite come accompagnamento in sala le musiche di Cecil Copping che, però, non venne accreditato. In Italia, il film fu distribuito dall'Unione cinematografica italiana, uscendo in prima a Roma il 16 marzo 1925. In Finlandia, il film era uscito l'8 marzo, distribuito dall'Adams Filmi. Altre uscite furono quelle in Svezia, 22 agosto 1925 e poi, il 5 marzo 1928, in Portogallo.

## Altre versioni
- Quo vadis?, film diretto da Lucien Nonguet e Ferdinand Zecca (1901)
- Quo vadis?, film diretto da Enrico Guazzoni (1913)
- Quo vadis, film diretto da Mervyn LeRoy (1951)
- Quo vadis?, miniserie TV diretta da Franco Rossi (1985)
- Quo vadis?, film diretto da Jerzy Kawalerowicz (2001)